# Pseudomyrmex rochai
Pseudomyrmex rochai es una especie de hormiga del género Pseudomyrmex, subfamilia Pseudomyrmecinae. Esta especie fue descrita científicamente por Forel en 1912.

## Distribución
Se encuentra en Brasil, Colombia, Ecuador y Panamá.